# A Company Man
A Company Man (회사원, Hoisawon) è un film sudcoreano del 2012 diretto da Im Sang-yoon.
Il film è uscito in Corea del Sud l'11 ottobre 2012, mentre in Italia è stato trasmesso su Rai 4 il 15 settembre 2014.

## Trama
Apparentemente un capo sezione nella divisione delle vendite di un'azienda metallurgica che è in realtà una copertura per un'organizzazione di sicari, Ji Hyeong-do è considerato uno dei migliori killer del settore e sta per essere promosso. Quando incontra la madre single Su-yeon e se ne innamora, Hyeong-do, sentendosi in colpa per il proprio passato di sangue, cerca di licenziarsi, ma diventa una preda dei suoi ex colleghi.